# Parafia św. Michała Archanioła w Michalicach
Parafia św. Michała Archanioła – rzymskokatolicka parafia w Michalicach. Parafia należy do dekanatu Namysłów zachód w archidiecezji wrocławskiej.  

## Historia parafii
Pierwsza wzmianka o parafii w Michalicach pochodzi z 1288 roku. Kolejna z 1359 roku i w tym okresie istniała już drewniana świątynia. W kolejnych wiekach Michalice traciły lub odzyskiwały status parafii. W 1904 roku wikariuszem parafii w Krzyżownikach, odpowiedzialnym za filię michalicką, został ks. Roman Kubis. W 1907 roku ponownie utworzono parafię w Michalicach, a ks. Kubis został jej wieloletnim proboszczem. 
Obsługiwana jest przez księży archidiecezjalnych. Od 2010 roku proboszczem jest ks. Grzegorz Laszczyński (wicedziekan).

## Liczebność i zasięg parafii
Parafię zamieszkuje 620 wiernych będących mieszkańcami miejscowości: Baldwinowice, Józefków, Krzyków i Objazda.

## Proboszczowie
Lista jest niepełna, w nawiasach podane lata służby w Michalicach.
- ks. Urban Nierowny
- ks. Jerzy Brzóska (1592–?, różna pisownia nazwiska: Jerzy Brzózka, Georg Brzoska, Georgius Brzozka; herbu Nałęcz)
- ks. Jan Krzysztof Stephetius (zm. 1637)
- ks. Adam Schoss
- ks. Andrzej Jan Janik (Andreas Johannes Janik; pochodził z Raciborza)
- ks. Joachim Henryk Chocimirski (1699–?; pochodził z Roszkowa, kanonik opolski)
- ks. Roman Kubis (1904–1964; ur. 1877, zm. 1964)
- ks. Stefan Dombaj (obecnie w Strzelcach Namysłowskich)
- ks. Przemysław Paluch (2004–2010)
- ks. Grzegorz Laszczyński (od 2010)

## Cmentarze
- Cmentarz parafialny w Michalicach,
- Cmentarz parafialny w Baldwinowicach[4].

## Parafialne księgi metrykalne
| Księgi metrykalne | Okres ewidencji   |
| ----------------- | ----------------- |
| chrztów           | 1748–1774 od 1945 |
| ślubów            | 1748–1774 od 1945 |
| zgonów            | 1748–1774 od 1945 |